# Muriwhenua Island
Muriwhenua Island ist eine Insel an der Ostküste der Region Northland im Norden der Nordinsel von Neuseeland.

## Geographie
Muriwhenua Island gehört mit zu den kleinsten Inseln der Inselgruppe Marotere Islands, die zusammen mit der südlich befindlichen Insel Taranga Island zur Inselgruppe der Hen and Chickens Islands gehört. Die Insel befindet sich rund 10 km ostsüdöstlich von Bream Head, der rund 24 km südöstlich von Whangārei an der Ostküste der Region Northland zu finden ist. Die Insel verfügt über eine Fläche von 2,9 Hektar und dehnt sich über eine Länge von 220 m in Ost-West-Richtung aus. An der breitesten Stelle misst die Insel rund 165 m in Nord-Süd-Richtung. Die höchste Erhebung der Insel befindet sich mit 54 m nahezu in der Inselmitte.
Nordwestlich von Muriwhenua Island ist in einem Abstand von nur wenigen Metern die Nachbarinsel Wareware Island zu finden und südöstlich in einer Distanz von rund 255 m Pupuha Island. 870 m südlich liegt Mauitaha Island (West Chicken Island) und zur größten Insel der Gruppe Lady Alice Island, die östlich von Muriwhenua Island zu finden ist, sind rund 1,67 km zu überbrücken.

## Geologie
Die Insel stellt zusammen mit ihren Nachbarinseln den nördlichen Überrest eines Schichtvulkans aus dem Miozän dar, zu dem ebenfalls Bream Head sowie Taranga Island und die kleine Insel Sail Rock gehören. Die Form der Insel wurde vermutlich vor der letzten Eiszeit durch subaerische Erosion gebildet.